# Édouard Manès
Pour les articles homonymes, voir Manès.
Aimé Louis Édouard Manès est un administrateur colonial français né le 12 avril 1835 à Saint-Denis de l'Île de La Réunion, dans le sud-ouest de l'océan Indien, et mort le 14 juillet 1898. Il fut gouverneur des établissements français de l'Inde puis gouverneur de La Réunion. 

## Biographie
À la sortie du lycée, il entre dans le Service des Contributions avant de devenir Directeur de l'Intérieur à la Réunion le 6 mai 1879. Il est enterré à Saint-Denis.
Il est également nommé en 1883 Chevalier de la Légion d'honneur.